# Ковтаюча акула тайванська
Ковтаюча акула тайванська (Centrophorus niaukang) — акула з роду Ковтаюча акула родини Ковтаючі акули.

## Опис
Загальна довжина досягає 1,7 м. Спостерігається статевий диморфізм: самиці більші за самців. Голова помірно довга. Морда параболічна. Очі горизонтальні, овальні. Рот середнього розміру. Зуби верхньої та нижньої щелеп утворюють гостру ріжучу крайку. У неї 5 пар зябрових щілин. Тулуб щільний, веретеноподібний. Грудні плавці широкі, помірно великі. Має 2 спинних плавця з шипами. Спинні плавці помірно широкі, передній більше за задній. Анальний плавець відсутній. Хвостовий плавець з вертикальною задньою крайкою, що має слабкий вигин.
Забарвлення спини темно-коричневе, в залежності від ареалу існування може бути світло-сіро-коричневою або темно-бурою. Очі мають зелений колір. Черево світліше за спину.

## Спосіб життя
Тримається на глибинах від 100 до 1000 м, воліє до зовнішнього континентального шельфу, острівних схилів. Здійснює добові міграції, вночі підіймається вище до поверхні. Живиться костистою та хрящовою рибою, кальмарами, восьминогами, каракатицями, ракоподібними, морськими черв'яками.
Статева зрілість у самців настає при розмірі 1,1 м, самиць — 1,4 м. Це яйцеживородна акула. Самиця народжує 1-2 дитинча.
Використовується для виготовлення рибного борошна та сквалена, що є в печінки.

## Розповсюдження
Існують окремі ареали біля узбережжя південної Японії, Тайваню, південно-східного Китаю, Мальдівських островів, Мозамбіку, ПАР, Західної Сахари, Марокко, штату Нью-Йорк (США). окремі випадку зафіксовані в акваторіях Іспанії, Австралії, Сейшельських островів.